# Kallima siamensis
Kallima siamensis är en fjärilsart som beskrevs av Hans Fruhstorfer 1913. Kallima siamensis ingår i släktet Kallima och familjen praktfjärilar. Inga underarter finns listade i Catalogue of Life.